# بخش برنستاون، شهرستان براون، مینه سوتا
بخش برنستاون (به انگلیسی: Burnstown Township) یک منطقهٔ مسکونی در ایالات متحده آمریکا است که در شهرستان براون، مینه‌سوتا واقع شده‌است.
 بخش برنستاون ۹۰٫۴ کیلومتر مربع مساحت و ۲۶۰ نفر جمعیت دارد و ۳۱۷ متر بالاتر از سطح دریا واقع شده‌است.